# Margarethe Faas-Hardegger
 (octobre 2024).
Margarethe Faas-Hardegger, née le 20 février 1882 à Berne et morte le 23 septembre 1963 à Minusio, est une militante suisse, anarchiste, syndicaliste, pacifiste, féministe et pour la liberté sexuelle.

## Biographie

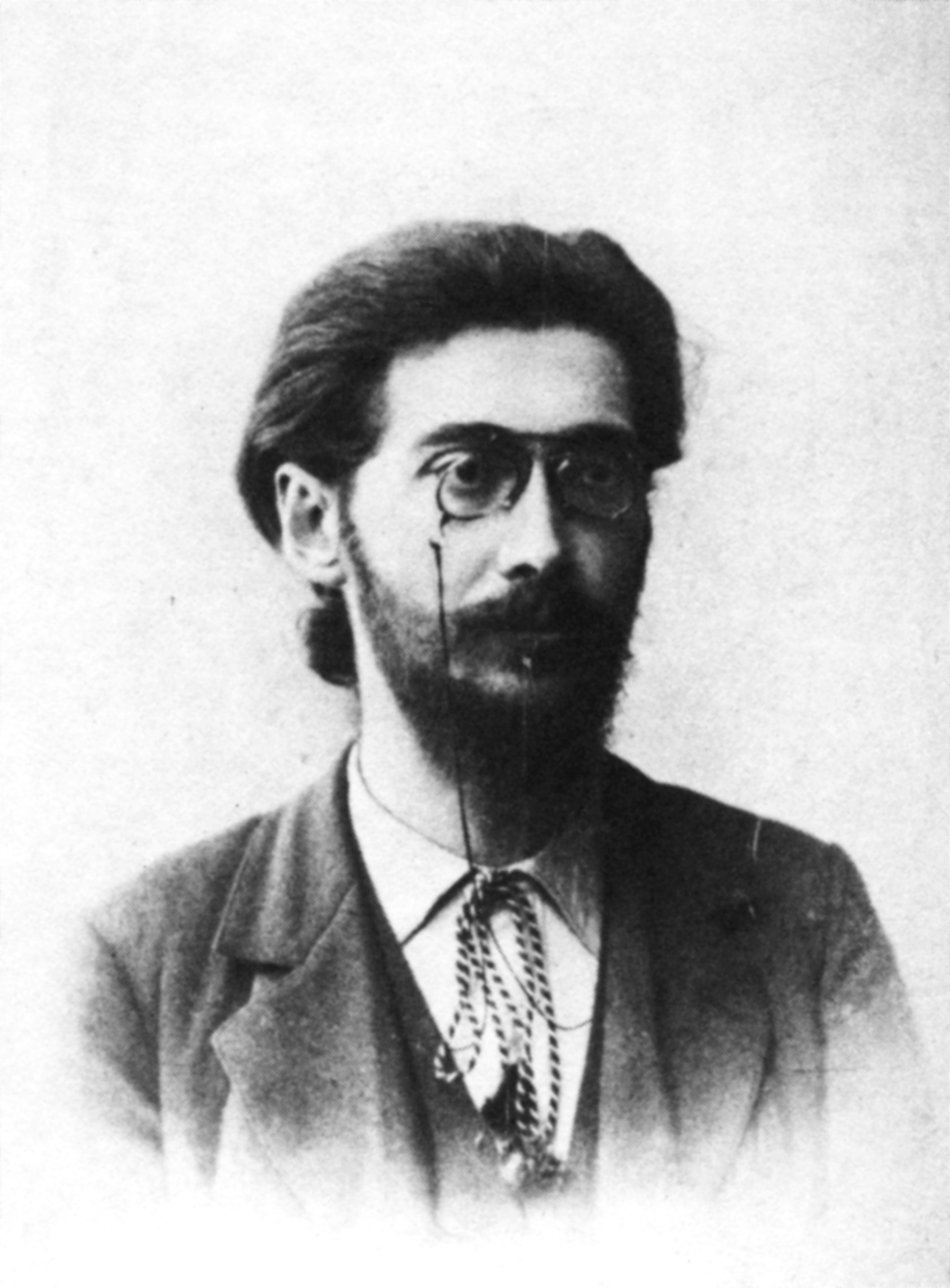
Gustav Landauer.

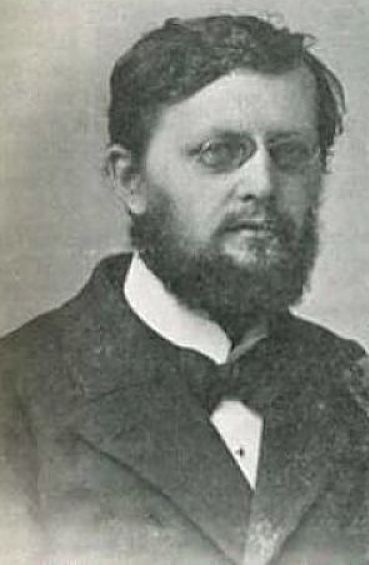
Fritz Brupbacher.

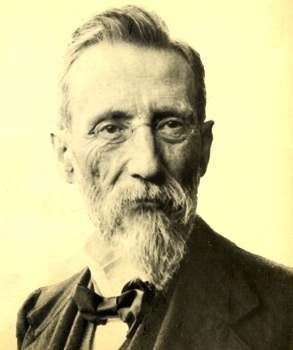
James Guillaume.

En 1903, elle participe à la création de la Fédération suisse des ouvriers et ouvrières du textile.
Elle fréquente les milieux libertaires et antimilitaristes.
Elle se lie, en particulier, avec Gustav Landauer, Fritz Brupbacher et James Guillaume.
En 1905, elle devient la première secrétaire féminine de l’Union syndicale suisse où elle publie en allemand Die Vorkämpferin et en français L’Exploitée (1907-1908, 18 numéros).
Agitatrice infatigable, elle donne de nombreuses conférences sur le syndicalisme, l’action directe, la contraception, l’amour libre, la liberté sexuelle et la libre pensée. Cela lui valut plusieurs procès et quelques peines d’emprisonnement.
En mai 1907, elle rencontre James Guillaume qui l’invite à rencontrer les dirigeants de la Confédération générale du travail à Paris. La même année, elle soutient activement la grève des cigarières d’Yverdon (canton de Vaud) et la constitution d’une coopérative de production l’année suivante.
En 1908, elle forme avec Gustav Landauer, Erich Mühsam et Martin Buber, la Sozialistischer Bund (de) (Ligue socialiste), une fédération très décentralisée de groupes anarchistes, qui envisage de contrecarrer le déclenchement inévitable de la Première Guerre mondiale par une grève générale.
Le 1er mai 1909, pour la Journée internationale des travailleurs, elle est oratrice à Genève avec Georges Yvetot, secrétaire de la Fédération des Bourses du travail française. Peu après, elle démissionne de son poste au syndicat et critique la bureaucratie et des lourdeurs de l’appareil.
Elle adhère alors au Sozalistischer Bund (Alliance socialiste) de Gustav Landauer qui propose, notamment, de fonder des colonies communistes anarchistes, et se lie avec le poète anarchiste allemand Erich Mühsam.

### Emprisonnements et communauté libertaire
En 1912, elle est condamnée à trois mois de prison, puis à nouveau en 1915, à un an de prison pour propagande néo-malthusienne et aide à l'avortement.
Mais les projets communautaires restent au centre de ses préoccupations, et après plusieurs tentatives elle créa à Minusio, près de Locarno, une colonie avec son nouveau compagnon Hans Brunner (1887-1960), avec le soutien financier de l’anarchiste Bernhard Mayer.
Elle milite alors dans nombre d’associations pacifistes, antifascistes, néo-malthusiennes, de soutien aux enfants orphelins de la révolution sociale espagnole de 1936 ou aux victimes de la guerre.
À 81 ans, en 1963, elle participe encore à la première Marche de Pâques pour la paix et contre les armes nucléaires, entre Lausanne et Genève.

## Œuvres
- Fondatrice du journal féministe libertaire L'Exploitée, Lausanne, 1907-1908.
- L'Exploitée : organe des femmes travaillant dans les usines, les ateliers et les ménages 1907-1908, préf. Marianne Enckell, Genève, Noir, 1977, 88 p., notice CIRA.

### Vidéographie
- Jacqueline Veuve, Diane de Rham, Militer ou subir, Radio télévision suisse, 20 septembre 1978, voir en ligne.

## Notices
- Ressource relative à la vie publique :   - Maitron
- Notices dans des dictionnaires ou encyclopédies généralistes :   - Deutsche Biographie
  - Dictionnaire historique de la Suisse
  - Dictionnaire universel des créatrices
- Notices d'autorité :   - VIAF
  - ISNI
  - BnF (données)
  - IdRef
  - LCCN
  - GND
  - Pays-Bas
  - NUKAT
- L'Éphéméride anarchiste : notice biographique.
- Chantier biographique des anarchistes en Suisse : notice biographique.
- Centre International de Recherches sur l'Anarchisme (Lausanne) : notice bibliographique.